# Ellen Barkin
Ellen Barkin (Nueva York, Estados Unidos; 16 de abril de 1954) es una actriz estadounidense.

## Biografía
El nombre completo de la actriz es Ellen Rona Barkin. Su padre era vendedor de productos químicos y su madre administradora de un hospital. A partir de los doce años se matriculó a un prestigioso colegio en Nueva York, en el que se enseñaba interpretación. Posteriormente estudió historia antigua y artes dramáticas en la universidad. También asistió a seminarios de actuación en el famoso Actor's Studio. 
Barkin hizo su debut de interpretación a los 26 años de edad en una producción teatral de Nueva York. Actuó en dos obras más hasta que surgió su oportunidad en el cine al serle ofrecido en 1982 el papel de esposa torpe en la película Diner de Barry Levinson. Al año siguiente ya hizo varias películas, la primera como hija de Robert Duvall en Tender Mercies. A medida que se convertía en una actriz consagrada, Barkin intentaba escoger cuidadosamente sus papeles en las películas. De esta forma intervino en filmes protagonizados por actores como Jack Nicholson o Al Pacino y que tuvieron un considerable éxito entre el público. Además del cine, Barkin ha intervenido en numerosas películas y miniseries de televisión. 
Barkin se casó en 1988 con el conocido actor Gabriel Byrne, con quien tuvo dos hijos. El matrimonio se divorció cinco años más tarde. En el año 2000 Barkin se casó nuevamente, esta vez con el propietario de Revlon, la compañía de perfumería.

## Filmografía

### Cine
| Año  | Título                                                     | Personaje                    | Notas                                                                              |
| ---- | ---------------------------------------------------------- | ---------------------------- | ---------------------------------------------------------------------------------- |
| 1978 | Up in Smoke                                                | Mujer tocando guitarra       | No acreditada                                                                      |
| 1982 | Diner                                                      | Beth Schreiber               |                                                                                    |
| 1983 | Tender Mercies                                             | Sue Ann                      |                                                                                    |
| 1983 | Daniel                                                     | Phyllis Isaacson             |                                                                                    |
| 1983 | Enormous Changes at the Last Minute                        | Virginia                     |                                                                                    |
| 1983 | Eddie and the Cruisers                                     | Maggie Foley                 |                                                                                    |
| 1984 | Harry & Son (Harry e hijo [Esp])                           | Kate Wilowski                |                                                                                    |
| 1984 | The Adventures of Buckaroo Banzai Across the 8th Dimension | Penny Priddy                 |                                                                                    |
| 1985 | Terminal Choice                                            | Mary O'Connor                |                                                                                    |
| 1986 | Desert Bloom                                               | Aunt Starr                   | Sant Jordi Premio por Mejor actriz extranjera                                      |
| 1986 | Down by Law                                                | Laurette                     |                                                                                    |
| 1987 | The Big Easy (Querido detective [Esp])                     | Anne Osborne                 | Sant Jordi Premio por Mejor actriz extranjera                                      |
| 1987 | Made in Heaven                                             | Lucille                      | No acreditada                                                                      |
| 1987 | Siesta                                                     | Claire                       |                                                                                    |
| 1989 | Johnny Handsome                                            | 'Sunny' Boyd                 | Nominada—Chicago Film Critics Association Premio por Mejor actriz de soporte       |
| 1989 | Sea of Love                                                | Helen Cruger                 | Nominada—Chicago Film Critics Association Premio por Mejor Actriz                  |
| 1991 | Switch                                                     | Amanda Brooks                | Nominada—American Comedy Premio por actriz más divertida en una Película           |
| 1991 | Switch                                                     | Amanda Brooks                | Nominada—Golden Globe Premio por Mejor actriz – Película Musical o Comedia         |
| 1992 | Mac                                                        | Oona Goldfarb                |                                                                                    |
| 1992 | Man Trouble (Ella nunca se niega [Esp])                    | Joan Pruance                 |                                                                                    |
| 1992 | Into the West (Escapada al sur [Esp])                      | Kathleen                     |                                                                                    |
| 1993 | This Boy's Life                                            | Caroline Wolff Hansen        |                                                                                    |
| 1995 | Bad Company (Malas compañías [Esp])                        | Margaret Wells               |                                                                                    |
| 1995 | Wild Bill                                                  | Calamity Jane                |                                                                                    |
| 1996 | The Fan                                                    | Jewel Stern                  | Blockbuster Entertainment Premio por Actriz de soporte favorita – Aventura / Drama |
| 1996 | Mad Dog Time (Encantado de matarte [Esp])                  | Rita Everly                  |                                                                                    |
| 1998 | Fear and Loathing in Las Vegas                             | Mesera en el Cafe North Star |                                                                                    |
| 1999 | Drop Dead Gorgeous (Muérete, bonita [Esp])                 | Annette Atkins               |                                                                                    |
| 1999 | The White River Kid                                        | Eva Nell La Fangory          |                                                                                    |
| 2000 | Crime and Punishment in Suburbia                           | Maggie Skolnick              |                                                                                    |
| 2000 | Mercy                                                      | Detective Cathy Palmer       |                                                                                    |
| 2001 | Someone like You                                           | Diane Roberts                |                                                                                    |
| 2004 | She Hate Me                                                | Margo Chadwick               |                                                                                    |
| 2004 | Palindromes                                                | Joyce Victor                 |                                                                                    |
| 2004 | Ocean's Twelve                                             | Abigail Sponder              | Escenas borradas                                                                   |
| 2005 | Trust the Man                                              | Norah                        |                                                                                    |
| 2007 | Ocean's Thirteen                                           | Abigail Sponder              |                                                                                    |
| 2009 | Brooklyn's Finest                                          | Agente del FBI Smith         |                                                                                    |
| 2009 | Happy Tears                                                | Shelly                       |                                                                                    |
| 2010 | Twelve                                                     | Sra. Brayson                 |                                                                                    |
| 2010 | The Chameleon                                              | Kimberly Miller              |                                                                                    |
| 2010 | Shit Year                                                  | Colleen West                 |                                                                                    |
| 2010 | Operation: Endgame                                         | Empress                      |                                                                                    |
| 2011 | Another Happy Day                                          | Lynn Hellman                 | Nominada — Women's Image Network Premio por Mejor Actriz de un Largometraje        |
| 2013 | Very Good Girls                                            | Norma Berger                 |                                                                                    |
| 2014 | The Cobbler                                                | Elaine Greenawalt            |                                                                                    |
| 2016 | Hands of Stone (Manos de piedra [Esp])                     | Stephanie Arcel              |                                                                                    |
| 2017 | Active Adults                                              | Lucy                         |                                                                                    |
| 2021 | Breaking News in Yuba County                               | Debbie                       |                                                                                    |
| 2021 | The Man from Toronto                                       |                              |                                                                                    |
| 2023 | Unos suegros de armas tomar                                | Lilly McDermott              | According to Greta (2008)                                                          |